# Media lengua
La media lengua, también conocida como chaupi-shimi, chaupi-lengua, chaupi-kichwa, kichwañol, chapu-shimi o llanga-shimi, es un idioma mixto hablado en la sierra ecuatoriana que tiene el vocabulario de origen español y la gramática (morfosintaxis) de origen quichua. 
En cuanto al vocabulario, el 89 % de los lexemas, incluyendo el vocabulario básico son de origen español y han pasado por el proceso de relexificación, donde el significado (semántica) del español es reemplazado por el del quichua y la fonología se adapta a los patrones de quichua (e. g., la palabra quer-er adopta el significado de la palabra quichua muna-na y se pronuncia como kiri-na).. La media lengua es uno de los pocos idiomas reconocidos como un «idioma mixto bilingüe» en el sentido convencional y lingüístico, debido a su división entre raíces y sufijos. Casos como la media lengua son raramente documentados en la literatura lingüística. Arends et al., identifican a dos lenguas con el nombre de media lengua en Ecuador: la media lengua de Salcedo y la media lengua de Saraguro. La variedad de media lengua del norte del país se encuentra en la provincia de Imbabura, generalmente conocida como media lengua de Imbabura y tiene dos variedades dialectales dentro de la misma provincia que incluye a la media lengua de Pijal y a la media lengua de Angla.

## Distribución Geográfica
La media lengua se documentó por primera vez en Sn Miguel de Salcedo, Cotopaxi, a unos 100 km al sur de Quito, Ecuador, por el lingüista neerlandés Pieter Muysken durante su trabajo de campo sobre el quichua ecuatoriano. Durante las encuestas de Muysken sobre el idioma, también describió otras variedades de quichua altamente relexificadas, incluido el pidgin amazónico, la interlengua quichua-español, la media lengua de Saraguro y Catalangu. Sin embargo, tres investigaciones de 2011 sobre la media lengua de Salcedo sugerían que el idioma ya no se habla alrededor del cantón de Salcedo. Sin embargo, en 2022 se reveló que todavía se habla la media lengua a unos 10 km al sur de Pujilí (13 km al oeste de Salcedo). Se sabe poco sobre el estado actual de las otras variedades relexificadas de quichua descritas por Muysken. Sin embargo, varias investigaciones del 2005, 2008 y 2011 muestran que se habla una variedad de media lengua en la provincia norteña de Imbabura.
Las investigaciones estiman que la media lengua de Imbabura es hablada por 1.204 personas, 343 en la comunidad de Pijal, personas mayores de 35 años y aproximadamente 861 en y alrededor de la comunidad de Angla, típicamente personas de 25 a 45 años de edad; lo que hace de la media lengua un idioma moribundo y en peligro en Pijal. La variedad de media lengua que se habla en Pijal parece haber surgido a principios del siglo XX y tuvo su primera generación de hablantes nativos en la década de 1910. La media lengua de Pijal luego se extendió a la comunidad cercana de Angla en las décadas de 1950 y 1960 a través de matrimonios entre comunidades y comercio El estado actual de la media lengua en Angla parece ser ligeramente más saludable que en Pijal. La variedad de Angla ha sido adquirida en cierta medida por nuevas generaciones, por ejemplo, algunos niños en edad escolar. La variedad de media lengua que es hablada en las periferias de Pujilí tiene aproximadamente 1.703 hablantes, personas entre 25 a 50 años de edad.

## Teorías de origen
La trayectoria del desarrollo de la media lengua no está clara; existen varias teorías sobre los orígenes de la media lengua. Según Muysken, la media lengua de Salcedo, surgió a través de la autoidentificación étnica de las poblaciones indígenas, quienes ya no se identificaban ni con las culturas rurales de quichua, ni con las urbanas del español; Lipski, también afirma que factores étnicos contribuyeron a los orígenes de la media lengua de Salcedo, pero argumenta, que lo mismo no se puede decir de la media lengua de Imbabura. En cambio, algunos hablantes de media lengua de Imbabura, continúan autoidentificándose como cayambis, un grupo étnico preincaico
Gómez-Rendón, sostiene que la media lengua de Angla, surgió a través del prolongado contacto entre las poblaciones indígenas de habla quichua con las poblaciones mestizas de habla española;Gómez-Rendón, sugiere que cuando los hombres de Angla regresaron de trabajar fuera de su comunidad, hubo un cambio hacia el bilingüismo quichua-español en los hogares, lo que llevó al desarrollo de la media lengua de Angla.
Dikker, cree que la media lengua fue creada por hombres que abandonaron sus comunidades nativas para trabajar en áreas urbanas de habla española, cuando los hombres regresaron a las comunidades, habían adquirido un nivel fluido de español y habían estado usando el quichua con poca frecuencia. La media lengua entonces, sirvió como un enlace entre la generación monolingüe más antigua de habla quichua y las generaciones monolingües más jóvenes de habla española.
Finalmente, Stewart, sostiene que la media lengua fue llevada a Pijal desde Salcedo o viceversa y basa estas afirmaciones en el «sorprendente parecido» entre las variedades de Pijal y Salcedo, tanto a nivel fonológico como morfológico. Esta afirmación también incluye testimonios de una gran migración desde Cotopaxi a Pijal a principios del siglo XX, lo que se puede ver en los numerosos apellidos de Cotopaxi en la comunidad; sin embargo, la mayoría de los investigadores, coinciden en que la media lengua se desarrolló lingüísticamente a través de varios procesos de lexicalización (relexificación, adlexificación y translexificación) en un período de tiempo relativamente corto.

## Vitalidad
En 2018, Lipski visitó las comunidades donde se documentó por primera vez la media lengua, donde informa, que la media lengua ya no es hablada por los miembros de la comunidad.. Desde que se documentó el idioma por primera vez, en la década de 1970, ha existido un cambio hacia el español como el lenguaje dominante de la comunidad.. En la provincia de Imbabura, informes, reflejan que la media lengua, todavía se habla en las comunidades de Pijal, Angla y Casco Valenzuela; sin embargo, los aspectos sociolingüísticos de la media lengua, varían entre estas comunidades. En Pijal, los hablantes de media lengua, suelen tener 35 años o más, aquellos de 20 a 35 años, generalmente tienen un conocimiento pasivo del idioma, y los hablantes de 20 años o menos, a menudo son monolingües en español. 
En las comunidades más urbanas de Angla y Casco-Valenzuela, este no es el caso; la media lengua es preferida y se habla diariamente entre un rango de edad más amplio de individuos; también hay casos de niños que adquieren la media lengua de sus padres y abuelos, lo que no sucede en Pijal. Lipski, informa que la media lengua incluso es utilizada por niños en edad escolar que asisten a una escuela bilingüe kichwa-español en Topo. Las estimaciones del número de hablantes varían ampliamente. En Pijal, se estima que hay alrededor de 600 hablantes, mientras que, en las comunidades de Angla, Uscha, Casco-Valenzuela y El Topo, podrían ser hasta 2000 o más hablantes.

## Consonantes
Las palabras de origen español, a menudo parecen ajustarse a la fonotáctica del quichua; sin embargo, los obstruyentes sonoros que existen fonológicamente solo como oclusivas en un ambiente post-sonorante en quichua:

#### Quichua [-sonorante]→[+sonora]/[+sonorante]___
| sonora                | sorda                 |
| --------------------- | --------------------- |
| /batea/ batea "batea" | /patea/ patea "patea" |
| /dos/ dos "dos"       | /tos/ tos "tos"       |
| /gasa/ gaza "gaza"    | /kasa/ casa "casa"    |

Aparecen fonémicamente como pares mínimos o casi pares mínimos en media lengua a través de préstamos del español:
Otra diferencia fonológica entre la media lengua y el quichua, es que, la media lengua a menudo no tiene en cuenta la regla de sonorización.
| Kichwa                             | Media lengua                      |
| Sonora                             | Sorda                             |
| ---------------------------------- | --------------------------------- |
| /ɲukaɡa/ ñuka-ka "yo-FOC"          | /joka/ yo-ka "yo-FOC"             |
| /kanda/ kanta "tu-AC"              | /asadonta/ asadon-ta "asadón-AC"  |
| /manuelba/ Manuel-pak "Manuel-POS" | /manuelpa/ Manuel-pak "Manuel-POS |

; sin embargo, en ciertos casos, especialmente en relación con las inflexiones verbales, se preserva la regla de sonorización del quichua.
| Quichua                                                               | Media lengua                                                           |
| Sonora                                                                | Sonora                                                                 |
| --------------------------------------------------------------------- | ---------------------------------------------------------------------- |
| /tʃaɾinɡi/ chari-nki "tener-2s.pres"                                  | /tininɡi/ tiningui "tener-2s.pres"                                     |
| /kilkanɡapa/ killka-nkapak "escribir-subjuntivo.de.la.misma.persona." | /eskɾibinɡapa/ escribi-ngapa "escribir-subjuntivo.de.la.misma.persona" |

## Vocales
Hay varias opiniones en competencia con respecto al número y tipos de vocales en media lengua, una teoría sugiere que la media lengua de Salcedo, como el quichua, mantienen tres vocales [i], [u] y [a], con la ocasional preservación en español de [e] y [o] en nombres, interjecciones y en posiciones acentuadas.. Según esa teoría, todos los demás préstamos del español, se asimilan al sistema quichua. Otra teoría, sugiere que la media lengua de Imbabura pasa por un proceso de asimilación en tres pasos y las palabras pueden mantener la fonotáctica del español [kabeza] cabeza 'cabeza', someterse a asimilación parcial [kabisa] cabeza, o someterse a asimilación completa [kabiza]. Esta teoría, también sugiere que las palabras de alta frecuencia, tienden a someterse a una asimilación completa, pero las de baja frecuencia no.. Finalmente, la evidencia acústica, respalda la afirmación de que la media lengua podría estar tratando hasta con ocho vocales: [i, a, u] derivadas del español que existen como fusiones extremas con [i, a, u] derivadas del quichua, y [e] y [o] derivadas del español, que existen como fusiones parciales con [i] y [u] del quichua, respectivamente. Los diptongos españoles, también existen con varios grados de asimilación en ambos dialectos de media lengua. El diptongo /ue/ a veces se pronuncia como /u/, /wi/ o /i/; el español /ui/ se pronuncia /u/; el español /ie/ se pronuncia como /i/; y el español /ai/ se mantiene del quichua.
|         | Anterior | Central | Posterior |
| ------- | -------- | ------- | --------- |
| Cerrada | i        |         | u         |
| Abierta |          | a       |           |

|                                                                               | Anterior | Central | Posterior |
| ----------------------------------------------------------------------------- | -------- | ------- | --------- |
| Cerrada                                                                       | i        |         | u         |
| Media                                                                         | e        |         | o         |
| Abierta                                                                       |          | a       |           |
| Spanish-derived vowels appear in verde. Kichwa-derived vowels appear in azul. |          |         |           |

|                                                                                                | Anterior | Central | Posterior |
| ---------------------------------------------------------------------------------------------- | -------- | ------- | --------- |
| Cerrada                                                                                        | i i      |         | u u       |
| Media Alta                                                                                     | e        |         | o         |
| Abierta                                                                                        |          | a a     |           |
| Las vocales de origen español aparecen en verde. Las vocales de origen kichwa aprecen en azul. |          |         |           |

También hay evidencia de ensordecimiento entre los obstruentes sordos, lo que afecta la realización de los acentos tonales que recaen en sílabas ensordecidas (consulte la siguiente sección).
[+sonorante]→[-sonora]/[-sonorante] ___ [-sonorante]

                                [-sonora]             [-sonora]
(1) Vosteka tuyu casapika.

    [bos.te.ka tu.ju ka.za.pika]→[bos.te̥.ka tu.ju ka.za.pi̥ka]
 
"¿[Qué tiene plantado] en tu casa?"

## Prosodia
Según Muysken, al igual que el quichua, el acento es penúltimo en media lengua; Stewart (2015), al referirse al acento como acento de entonación, ofrece un análisis similar, señalando la realización de un acento de entonación bajo-alto (L+H*) que tiene lugar a nivel de palabra prosódica en, hacia, o justo después de la penúltima sílaba de una palabra. En la mayoría de los casos, un acento de entonación L+H* en la penúltima sílaba describe la prosodia a nivel de palabra (ver ejemplo 1).
(1)          L+H*                      L+H*                  L+H*      L%

   Papasuka wawakunawanmi colerahurka.

   "El padre estaba enojado con sus hijos." 
En ciertos casos, sin embargo, un alto simple (H*) puede aparecer cuando el AE sigue a la penúltima sílaba de una palabra disilábica o cuando un inicio sordo aparece en la penúltima sílaba (ver ejemplo 2).
(2)H*             L+H*      L%

   Bela quemajun.

   "La vela está quemando"
En ambos casos, Stewart (2015), sugiere que esto se debe a que no existe material para soportar el aumento preacento, que de otro modo se realizaría como un AE L+H* típico. (2). La media lengua también parece marcar énfasis a nivel de palabra prosódica con un aumento sustancial en la frecuencia de tono en una o más palabras en un enunciado (L+^H*) (ver ejemplo 3).
Los acentos de tono, también pueden aparecer en un patrón similar a escalones en enunciados que contienen reduplicación, donde el bajo (L) en la segunda instancia del par reduplicado a menudo es impreciso; en la primera instancia del par reduplicado, aparece un L+H* estándar, mientras que en las segundas instancias se produce un AT L+^H% enfático donde el L puede ser impreciso (ver ejemplo 4).
(3)       L+H*              L+^H*      L+H*      L+^H*        L+H*                       L+H*                                      L+^H*                            L%

   Y alotro diaka vuelta otro bastanteta llevashpa, escondidito mio mamamanta llevashpa inkarkachi.

   " Y en el día siguiente llevaríamos [bastantes fréjoles] escondidos de mi mamá."
(4)         L+H*     L+H*      L+^H*          L+H*            L-     H*        H*    H%

   Diaymanta wachu wachu buscashka dezin uno cañata.

   "Entonces, ellos dicen que ella buscaba por toda la chacra...o sea estaba buscando un palo."
Stewart (2015) también describe casos de límites intermedios, que aparecen como un único tono bajo (L-). Estos son a menudo observados en preguntas de contenido estándar (preguntas wh-) después del constituyente inicial de la pregunta o en algunos casos después de palabras que contienen un AE enfático (ver ejemplo 5). También hay evidencia de tonos límite intermedios en forma de reinicio de tono que ocurre en entonación de lista justo antes de que comience la enumeración de ítems. 
(5)           L+H*     L-                    L%

   Quienpatak ese pelota?

   "De quién es esa pelota?"
La frase entonacional en media lengua (la unidad de nivel más alto dentro del marco autosegmental-métrico) está marcada por un tono límite bajo (L%) al final de casi cada enunciado (ver ejemplos 1, 2, 3 y 5). Una excepción a la configuración, se puede encontrar en lo que Stewart (2015) se refiere como enunciados clarificadores, que están marcados con un tono límite alto (H%) (ver ejemplo 4). Los enunciados clarificadores en media lengua se utilizan en tres escenarios típicos: (1) para aclarar que un tema dentro de una conversación es compartido por quienes hablan, (2) para proporcionar información que fue accidentalmente omitida de la cláusula principal, y (3) proporcionar al oyente información adicional.

## Morfología
La media lengua, al igual que el quichua, es un idioma altamente aglutinante. Su orden normal de oración es SOV (sujeto–objeto–verbo). Existe una gran cantidad de cambios de sufijos, tanto en el significado general de las palabras, como en sus significados específicos. De las 63 partículas en quichua, media lengua de Imbabura, utiliza 49; un estimado del 80 % de los morfemas originales de quichua. Las partículas de derivación e inflexión parecen estar en completo funcionamiento en la misma forma en que se encuentran en el quichua ecuatoriano.
(1) y mientras trabaja-shpa-ndu primer año estudia-rka-ni
y mientras tabajar-GER-GER primer año estudiar-PRET-1s
"Y mientras que trabajaba durante el primer año, yo estudiaba."
| Suffix                   | Function                              |
| ------------------------ | ------------------------------------- |
| Objects                  |                                       |
| -wa                      | 1s.OBJ                                |
| -ri                      | 3s.OI                                 |
| Temporal Aspectos        |                                       |
| -na                      | Durativo/ Infinitivo                  |
| -gri                     | Ingresivo                             |
| -shka                    | Participio Pasado                     |
| -shpa                    | Mismo sujeto/ Gerundio                |
| -kpi                     | Diferente Subjeto Subordinator        |
| -k                       | Aspecto habitual/ Agente              |
| -i                       | Nominal/ Verbo infinitivo             |
| Auxiliaries              |                                       |
| -n                       | Eufónico                              |
| Atemporal Aspectos       |                                       |
| -ri                      | Reflexivo                             |
| Casuals                  |                                       |
| -shina                   | Comparativo                           |
| -kama                    | Terminativo                           |
| -man                     | Alativo/ Dativo                       |
| -manta                   | Ablativo/ Causal                      |
| -ta                      | Acusativo/ Adverbial/ Prolativo       |
| -pak                     | Benefactivo/ Genitivo                 |
| -pi                      | Locativo                              |
| -wan                     | Instrumental/ Comitativo              |
| Conjunctivos             |                                       |
| -ndi(n)                  | Inclusivo/ Comitativo                 |
| -pura                    | Conjuntivo                            |
| -pish/-pash              | Aditivo                               |
| -tak                     | Contraste                             |
| Cualitativos Derivados   |                                       |
| -pacha                   | Superlativo                           |
| Cuantitivos Derivados    |                                       |
| -sapa                    | Augmentativo                          |
| -siki                    | Exceditivo? /Pejorativo/Exageración   |
| -pish/-pash              | Aditivo                               |
| Radicales Derivados      |                                       |
| -mu                      | Cislocativo                           |
| -ku                      | Reflexive/ Progresivo                 |
| -ri                      | Reflexivo                             |
| -chi                     | Causativo                             |
| -naku                    | Recíproco                             |
| -pura                    | Conjuntivo                            |
| -gri                     | Ingresivo                             |
| -ngakaman                | Terminativo marcador verbal           |
| -ngapa(k)                | Propositivo/ Benefactivo              |
| Clíticos Evidentiales    |                                       |
| -ka                      | Focalizador                           |
| -mi/-ma                  | Focus/ Validator                      |
| Clíticos Espacíficos     |                                       |
| -lla                     | Limitativo                            |
| -ra(k)                   | Continuo                              |
| Modales                  |                                       |
| -man                     | Conditional                           |
| -na                      | FUT Obligative                        |
| Operators                |                                       |
| -chu                     | Interogativo                          |
| -chu                     | Negación                              |
| Flexiones verbales       |                                       |
| -ni                      | 1s.PRES                               |
| -ngi                     | 2s.PRES                               |
| -n                       | 3s.PRES                               |
| -nchi(k)                 | 1p.PRES                               |
| -ngichi(k)               | 2p.PRES                               |
| -n(kuna)                 | 3p.PRES                               |
| Inflecciones temporales  |                                       |
| -sha                     | 1s.FUT                                |
| -shun                    | 1p.FUT                                |
| -ngi                     | 2s.FUT                                |
| -ngichi(k)               | 2p.FUT                                |
| -nga                     | 3s.FUT                                |
| -n(kuna)                 | 3s.FUT                                |
| -i                       | 2s.imperativo                         |
| -ichi(k)                 | 2p.imperativo                         |
| -shun                    | Exhortativo Exclusivo                 |
| -shunchik                | Exhortativo Inclusivo                 |
| Pluralizadores           |                                       |
| -kuna                    | Plural                                |
| Posessivos               |                                       |
| -pa(k)                   | Posesivo enajenable                   |
| -yuk                     | Posesivo inalienable                  |
| Evidenciales Pragmáticas |                                       |
| -chari                   | Dubitativo                            |
| -shi                     | Suposición                            |
| -karin                   | Afirmación Exceditiva                 |
| -mari                    | Afirmación confirmativa               |
| Temporal                 |                                       |
| -k                       | Pretérito (Aspecto Habitual)          |
| -rka                     | Pretérito (Simple)                    |
| -shka                    | Aspecto Perfectivo/ Participio pasado |

## Escritura
Jilana en media lengua, español, e inglés:
| Media Lengua | Español | Inglés |
| --- | --- | --- |
| Jilana | Hilando | Spinning Wool |
| Jilashpa borregota treskilashpa lavankarkanchi lavashpa tisashpa. Vuelta unomi cardashpa unomi palogopi amarrashpa jilashpa andankarkanchi centuraspi metishpa. Así ponchota azingapa kosaman, anacota azingapa suedraman, ponchota azingapa suedroman, anacota nuestroman así jilay jilay andankarkanchi. Diaymanta, jilay jilay shayajushpapi vuelta camizata cozinkarkanchi manopi. Manopi cozishpa ponikushpa vivinchi ahorakaman. Así manopi cozinchi ondipi mingakunapi sesionkunapi sentakushpa cozinajunchi camizata. Ahoraka jilaytaka ya no jilanchichu. Camizata mas cozinchi ahoraka, camizata más que dinochekuna cozishpa sentanajunchi, mingaykunaman ishpa. | Para hilar lana comenzamos trasquilando una oveja, sigue el lavado y luego se tisa la lana, se envuelve muy firme en un palo que se lo pone en nuestra cintura, entonces podemos seguir hilando alrededor. Con esta lana hacíamos un poncho para nuestro esposo y para nuestro suegro y un anaco para la suegra. Después, cansadas de hilar, también bordábamos como hoy en día las camisas a mano. Por lo general se borda una camisa en cualquier lugar, por ejemplo: durante las mingas o en las reuniones. Hoy en día ya no hilamos a mano las camisas, estas vienen bordadas. | To spin wool, we begin by shearing the sheep, washing the wool and removing the pulling. We then make taut the wool by wrapping it around a stick that we keep in the sash around our waist. This way we can go about spinning, for example, a poncho for our husbands, an anaco for our mothers-in-law or a poncho for our fathers-in-law. After we get tired of spinning, we might switch to a shirt and sew by hand. Even today it's still common to sew by hand. We will sew basically anywhere. Often, during mingas or meetings, we will sit and work on a shirt. |

### Hipervínculos Externos
Publicaciones por Deibel
- - The contribution of grammar and lexicon to language switching costs: Examining contact-induced languages and their implications for theories of language representation
- - Adpositions in Media Lengua: Quichua or Spanish? – Evidence of a Lexical-Functional Split

Publicaciones por Lipski
- - Can a bilingual lexicon be sustained by phonotactics alone?: Evidence from Ecuadoran Quichua and Media Lengua
- - Pronouns, Interrogatives, and (Quichua-Media Lengua) Code-Switching: The Eyes Have It
- - Reconstructing the life-cycle of a mixed language: An exploration of Ecuadoran Media Lengua
- - Ecuadoran Media Lengua: More Than A “Half”-Language?
- - Language switching constraints: more than syntax? Data from Media Lengua

Publicaciones por Muysken et al.
- - Halfway between Quechua and Spanish: The case for relexification
- - Interfacing interfaces: Quechua and Spanish in the Andes
- - Two Linguistic Systems in Contact: Grammar, Phonology and Lexicon
- - Media Lengua in Ecuador
- - La mezcla de quechua y castellano: El caso de la 'media lengua' en el Ecuador
- - Sources for the study of Amerindian contact vernaculars in Ecuador
- - Media Lengua and Linguistic Theory
- - Mixed languages and language intertwining
- - Media Lengua
- - Halfway between Quechua and Spanish: The case for relexification

Publicaciones por Gómez-Rendón et al.
- - La media lengua de Imbabura
- - Una nueva mirada al mestizaje lingüístico en los Andes septentrionales
- - Dos caminos del mestizaje lingüístico
- - Mestizaje lingüístico en los Andes: génesis y estructura de una lengua mixta
- - La media lengua de Imbabura: Bilingüismo y contacto en el mundo andino

Publicaciones por Stewart et al.
- [*Media Lengua Dictionary]
- - Cotopaxi Media Lengua vowels: A preliminary analysis
- - Vowel Raising in Cotopaxi Quichuan Languages
- - Cotopaxi Media Lengua is still very much Alive
- - A multi-method approach to correlate identification in acoustic data: The case of Media Lengua
- - Recetacunaca yopa comunidadmanta
- - Advances in mixed language phonology: An overview of three case studies
- - Language and Speech The Effects of Language Contact on Non-Native Vowel Sequences in Lexical Borrowings: The Case of Media Lengua
- - The effects of language contact on non-native diphthongs in lexical borrowings: The case of Media Lengua and Quichua
- - A preliminary, descriptive survey of rhotic and approximant fricativization in Northern Ecuadorian Andean Spanish varieties, Quichua, and Media Lengua
- - Vowel perception by native Media Lengua, Quichua, and Spanish speakers
- - Voice onset time production in Ecuadorian Spanish, Quichua, and Media Lengua
- - Production and perception of stop consonants in Spanish, Quichua, and Media Lengua
- - Intonation Patterns in Pijal Media Lengua
- - A Comparative Analysis of Media Lengua and Quichua Vowel Production
- - Cuentos y Tradiciones de Pijal

Otros Investigadores
- - On mixed languages por Georg Bossong
- - Quichua-Spanish contact in Salcedo por Marco Shappeck
- Estereotipos Lingüísticos en Relación al Kichwa y a la Media Lengua en las Comunidades de Angla, Casco Valenzuela, El Topo y Ucsha de la Parroquia San Pablo del Lago por Gabriela Jarrín
- - La media lengua en comunidades semi-rurales del Ecuador: Uso y significado social de una lengua mixta bilingüe por Andrea Müller

- Datos: Q36066